# Tjuštja
Tjuštja je moški epski lik, ki temelji na mokšinski legendi. Mokši živijo na desnem bregu Volge in v Sibiriji. Služi kot simbol Mokšinega boja z rusko širitvijo. Tjuštja velja tudi za velikega voditelja zavezništva Moksha, Erzya in Meschera.
V Mastoravem epu je Tjuštja kmet, ki so ga ljudje izvolili za kralj in vodjo zveze Mokša, Erzje in Mečera ter gospodarja vojne zavezniške vojske. Med njegovo vladavino se je Mokša raztezala od Volge do Dnjepra in od Oke do Črnega morja .
V mordvinski mitologiji je Tjuštja bog Lune, sin boga Groma in smrtne deklice Litove. Njegova starost se spreminja vsak mesec, po fazah Lune.